# Oussama Targhalline
Oussama Targhalline (Casablanca, 20 de mayo de 2002) es un futbolista marroquí que juega en la demarcación de centrocampista para el Feyenoord de la Eredivisie.

## Selección nacional
Tras jugar en las categorías inferiores de la selección, finalmente el 9 de septiembre de 2024 hizo su debut con la selección de Marruecos en un partido de clasificación para la Copa Africana de Naciones de 2025 contra Lesoto que finalizó con un resultado de 0-1 a favor del combinado marroquí tras el gol de Brahim Díaz.

## Clubes
| Club                     | País         | Año       | Partidos | Goles |
| ------------------------ | ------------ | --------- | -------- | ----- |
| Olympique de Marsella II | Francia      | 2020-2022 | 11       | 0     |
| Olympique de Marsella    | Francia      | 2022      | 3        | 0     |
| Alanyaspor (cedido)      | Turquía      | 2022      | 7        | 0     |
| Le Havre A. C.           | Francia      | 2023-2025 | 42       | 1     |
| Feyenoord                | Países Bajos | 2025-     | 6        | 0     |